# Canthonidia hirsuta
Canthonidia hirsuta là một loài bọ cánh cứng trong họ Bọ hung (Scarabaeidae).